# Francis Ferrari
Francis Ferrari (geboren als Francesco Ferrari; * 17. März 1959 in Luxemburg-Stadt, Luxemburg) ist ein französischer Augenchirurg. Er wurde bekannt durch seine Erfindung der „kosmetischen ringförmigen Keratopigmentierung“ (französisch kératopigmentation annulaire esthétique, englisch aesthetic annular keratopigmentation).

## Leben
Francis Ferrari studierte an der Medizinischen Fakultät in Straßburg. 1984 wurde er zum Doktor der Medizin promoviert. Von 1986 bis 1991 studierte er dann Augenheilkunde an der Medizinischen Fakultät der Eberhard Karls Universität Tübingen.

## Patente
- Annular keratopigmentation systems and methods of vision correction of presbyopic eyes. 17. April 2014. US 2014/0107631.
- Surgical hand instrument. 5. Juli 2018. WO 2018/122537.
- Devices and method for preparing and carrying out corneal tattoos. 13. Dezember 2018. WO 2018/224791.

## Schriften
- Andreas U. Bayer, Carl Erb, Francis Ferrari, Marcus Knorr, Hans Jürgen Thiel: The Tübingen Glaucoma Study. Glaucoma filtering surgery--a retrospective long-term follow-up of 254 eyes with glaucoma. In: German Journal of Ophthalmology. Band 4, Nr. 5, 1995, ISSN 0941-2921, S. 289–293, PMID 7496340 (mendeley.com).
- Andreas U. Bayer, Francis Ferrari, Thomas H. Maren, Carl Erb: Topical carbonic anhydrase inhibitors in the treatment of glaucoma. In: Journal Français d'Ophtalmologie. Band 19, Nr. 5, 1996, ISSN 0181-5512, S. 357–362, PMID 8762903 (mendeley.com).
- Andreas U. Bayer, Francis Ferrari: Severe progression of glaucomatous optic neuropathy in patients with Alzheimer’s disease. In: Eye. Band 16, Nr. 2, 2002, ISSN 0950-222X, S. 209–212, doi:10.1038/sj/eye/6700034 (nature.com).
- Andreas U. Bayer, Francis Ferrari, Carl Erb: High Occurrence Rate of Glaucoma among Patients with Alzheimer’s Disease. In: European Neurology. Band 47, Nr. 3, 2002, ISSN 0014-3022, S. 165–168, doi:10.1159/000047976 (karger.com).
- Andreas U. Bayer, Othmar N. Keller, Francis Ferrari, Klaus-Peter Maag: Association of glaucoma with neurodegenerative diseases with apoptotic cell death: Alzheimer’s disease and Parkinson’s disease. In: American Journal of Ophthalmology. Band 133, Nr. 1, 2002, S. 135–137, doi:10.1016/S0002-9394(01)01196-5 (elsevier.com).
- Francis Ferrari, Jonathan Letsch, Laurent Morin, Arnelle Guignier, Luc Marcellin: Annular keratopigmentation (PresbyRing®) for treating presbyopia: postmortem animal feasibility study. In: Journal Français d'Ophtalmologie. Band 36, Nr. 6, 2013, S. 481–487, doi:10.1016/j.jfo.2013.01.004 (elsevier.com [abgerufen am 17. November 2019]).
- Francis Ferrari, Laurent Morin: Description of a new method of changing eye color: Case report of aesthetic annular keratopigmentation (AAK). In: Journal Français d'Ophtalmologie. Band 38, Nr. 1, 2015, S. e3, doi:10.1016/j.jfo.2014.04.022 (elsevier.com).
- Francis Ferrari, Robbert van Haselen: The Safety and Effectiveness of a Novel Annular Keratopigmentation Method: A Case Report. In: Case Reports in Ophthalmology. Band 9, Nr. 1, 10. Januar 2018, ISSN 1663-2699, S. 35–42, doi:10.1159/000485554, PMID 29643779 (karger.com).